# Carolina Alfonzo
Carolina Alfonzo (Caracas, Venezuela, 5 de noviembre de 1946) conocida también como Carolina Boulton, es una ceramista venezolana, activa entre las décadas de 1960 y fin de los años 1980. Es reconocida por haber sido presidenta de la AVAF durante el período 1984-1986 y haber recibido el Premio Nacional de las Artes del Fuego en 1984.

## Biografía
Su formación académica incluye estudios de arte, dibujo, pintura y cerámica en el College of New Rochelle (Nueva York, 1964-1966), la Escuela de Artes Plásticas Julio Arraga (Maracaibo, 1974-1977) y la Escuela Cristóbal Rojas (1978). Ha formado parte activa de la AVAF, donde ocupó diversos cargos hasta asumir su presidencia durante el período 1984-1986. En 1981 realiza un curso de especialización en cerámica funcional con el profesor Warren Mackenzie de la Universidad de Minnesota (Estados Unidos), dictado en la Escuela Cristóbal Rojas. 
En esta década continúa su investigación sobre la cerámica, lo que la conduce al estudio de diferentes técnicas como el Raku, en la Fundación Mendoza, y de la cerámica utilitaria en la Universidad de Florida Atlantic, Boca Ratón, Estados Unidos. Asimismo siguió cursos con especialistas como Clary Illean, Odile Culas-Bonnin, David Leache y Linda Christianson, entre otros. En 1980 presentó su primera muestra individual “Gres y porcelana” en la Galería Terracota de Caracas, con 62 obras entre tazones, piezas de bordes acanalados y ovoides, esferas y boles, las cuales, según la artista “fueron horneadas con una técnica muy antigua, lo que le permitió darle un cambio de color que resulta muy satisfactorio por la riqueza de las tonalidades obtenidas, ya que todas las impurezas de las arcillas afloran a la superficie de los esmaltes”.
De esas mismas piezas Reina Herrera comentó que “los esmaltes son como una delicada piel que envuelve las formas llenas de sugerencias y no hay ninguna pugna entre la escogencia de la técnica y el mensaje” (1980).

## Obras
La artista ha exhibido y confrontado su trabajo en diferentes muestras colectivas como el VII Salón Nacional de las Artes del Fuego (Valencia, Carabobo, 1979), XIII Exposición Artes del Fuego (Sala Mendoza, 1980), I Bienal Nacional de Artes Visuales (Sala Cadafe, 1981), “8 ceramistas venezolanos” (Meeting Point Art Center, Miami, Florida, Estados Unidos, 1981), “Muestra de ceramistas venezolanos” (Museo de Arte Carrillo Gil, Ciudad de México, 1982), XL Salón Arturo Michelena (1982), X Salón Nacional de Artes del Fuego (Ateneo de Valencia, Edo. Carabobo, 1983), I y II Trienal Internacional de la Cerámica Pequeña, (Zagreb, 1984 y 1987) y “Las artes del fuego de Venezuela” (Galería Blas & Knada, Estocolmo, 1987), entre otras. En 1988 presenta la individual “Vasijas desnudas” (Galería Vía, Caracas), en la que expone obras cuya “pureza de sus formas, sumamente peculiares [...] es el resultado de la unidad de criterio estético entre el concepto y la ejecución. 
Sus piezas, dotadas en algunos casos de irregularidad aparente en los bordes, poseen un acabado impecable en lugares menos visibles como el fondo y la base, los cuales, perfectamente retorneados, proporcionan un máximo de equilibrio y apoyo a estos objetos que por momentos parecen flotar” (Delgado, 1988). Ha recibido diversas distinciones, entre ellas, el Premio Nacional de las Artes del Fuego del XI Salón Nacional de las Artes del Fuego (Ateneo de Valencia, Edo. Carabobo, 1984) por un conjunto de boles abiertos que conjugaban el diseño clásico con lineamientos estilísticos novedosos.

### Exposiciones individuales
- 1980 “Gres y porcelana”, Galería Terracota, Caracas
- 1984 “Nuevas vasijas de siempre”, Centro de Bellas Artes, Maracaibo
- 1988 “Vasijas desnudas”, Galería Vía, Caracas

## Premios
- 1979 Premio Cerámica Carabobo, VII Salón Nacional de las Artes del Fuego, Ateneo de Valencia, Edo. Carabobo
- 1981 Premio Fundación Neumann, IX Salón Nacional de las Artes del Fuego, Ateneo de Valencia, Edo. Carabobo / Premio Presencia de la Imagen y el Recuerdo de Praxiles Valera, IX Salón Nacional de las Artes del Fuego, Ateneo de Valencia, Edo. Carabobo
- 1983 Premio Cerámica Carabobo, X Salón Nacional de las Artes del Fuego, Ateneo de Valencia, Edo. Carabobo
- 1984 Premio Nacional de las Artes del Fuego, XI Salón Nacional de las Artes del Fuego, Ateneo de Valencia, Edo. Carabobo / Medalla especial, I Trienal Internacional de la Cerámica Pequeña, Zagreb

## Colecciones
- Embajada de Venezuela, París
- Galería de Arte Nacional
- Museo de Bellas Artes, Taipéi, Taiwán
- Museo del Barro, Coro
- Universidad Simón Bolívar